# (3322) Lidiya
(3322) Lidiya (1975 XY1) – planetoida z pasa głównego asteroid okrążająca Słońce w ciągu 3,7 lat w średniej odległości 2,39 j.a. Odkryła ją Tamara Smirnowa 1 grudnia 1975 roku.